# 鐵支路
《鐵支路》（英語：RailWay），是一部預計於2015年上映的動作劇情電影。由黃政浩、林彥君、樓學賢、邊權領銜主演。台灣於2015年11月13日上映。

## 演員陣容
| 演員姓名 | 角色名稱     | 介紹 |
| 黃政浩   | 阿Ben        |      |
| 林彥君   | LuLu         |      |
| 樓學賢   | 國安局前長官 |      |
| 邊品憲   | 眼鏡蛇Cobra  |      |

### 其他演員
| 演員姓名 | 角色名稱 | 介紹 |

### 客串演出
| 角色名稱 | 演員姓名 | 介紹 |

## 電影歌曲
| 曲別   | 歌名 | 演唱者 | 作詞 | 作曲 | 備註 |
| 主題曲 |      |        |      |      |      |
| 插曲   |      |        |      |      |      |

## 工作人員
- 監製：
- 製作人：
- 導演：林振聲
- 編劇：
- 製作公司：摩幻潛艇數位股份有限公司
- 發行公司：

## 外部連結
- 《鐵支路》官網 （页面存档备份，存于）
- 開眼電影網上《鐵支路》的資料（繁體中文）
- 时光网上《鐵支路》的資料（简体中文）
- 鐵支路的Facebook專頁